# Río Paru
El río Paru es un río amazónico brasileño, un afluente de la margen norte (izquierda) del río Amazonas. Discurre íntegramente por el estado de Pará. Tiene una longitud de 710 km.

## Geografía
El río Paru es un río de aguas negras que tiene sus fuentes en los altos de la Guyana, en la Sierra Tumucumaque (incluso alguno de sus afluentes en la cabecera nacen en Guyana y Surinam). Discurre en dirección sureste, atravesando el territorio indígena de Tumucumaque y su curso alto es interrumpido frecuentemente por violentas corrientes, barreras rocosas, y rápidos. En el curso alto recibe el nombre de Paru del Este (para diferenciarlo del río Paru del Oeste, que nace prácticamente en la misma región y discurre, como su nombre señala hacia el oeste hasta desaguar en el río Trombetas) y recibe el río Citaré. En este tramo alto, siempre en territorio indígena, atraviesa las localidades de Talima, Canea, Caneapo, Aldeia Bona e Iaripo. En Iaripo entra en otro territorio indígena, esta vez el de Parú de Leste, donde baña Nauarí y Azaurí. 
En el curso medio baña Eralé, bordea la Estaçao Ecologica de Jari y recibe, por la derecha, el río Paicuru. En el tramo final bordea la vertiente occidental de la sierra de Almeirin y en sus riberas están las localidades de Ramos y, ya, en la desembocadura, Almeirim.
Desagua en el río Amazonas por la margen izquierda, entre el río Maicuru y el río Jari.
En la región del río Paru habitan las tribus Apalaí y Wayana. El río discurre por el municipio de Almeirin (31.475 hab. en 2008).

## Notas

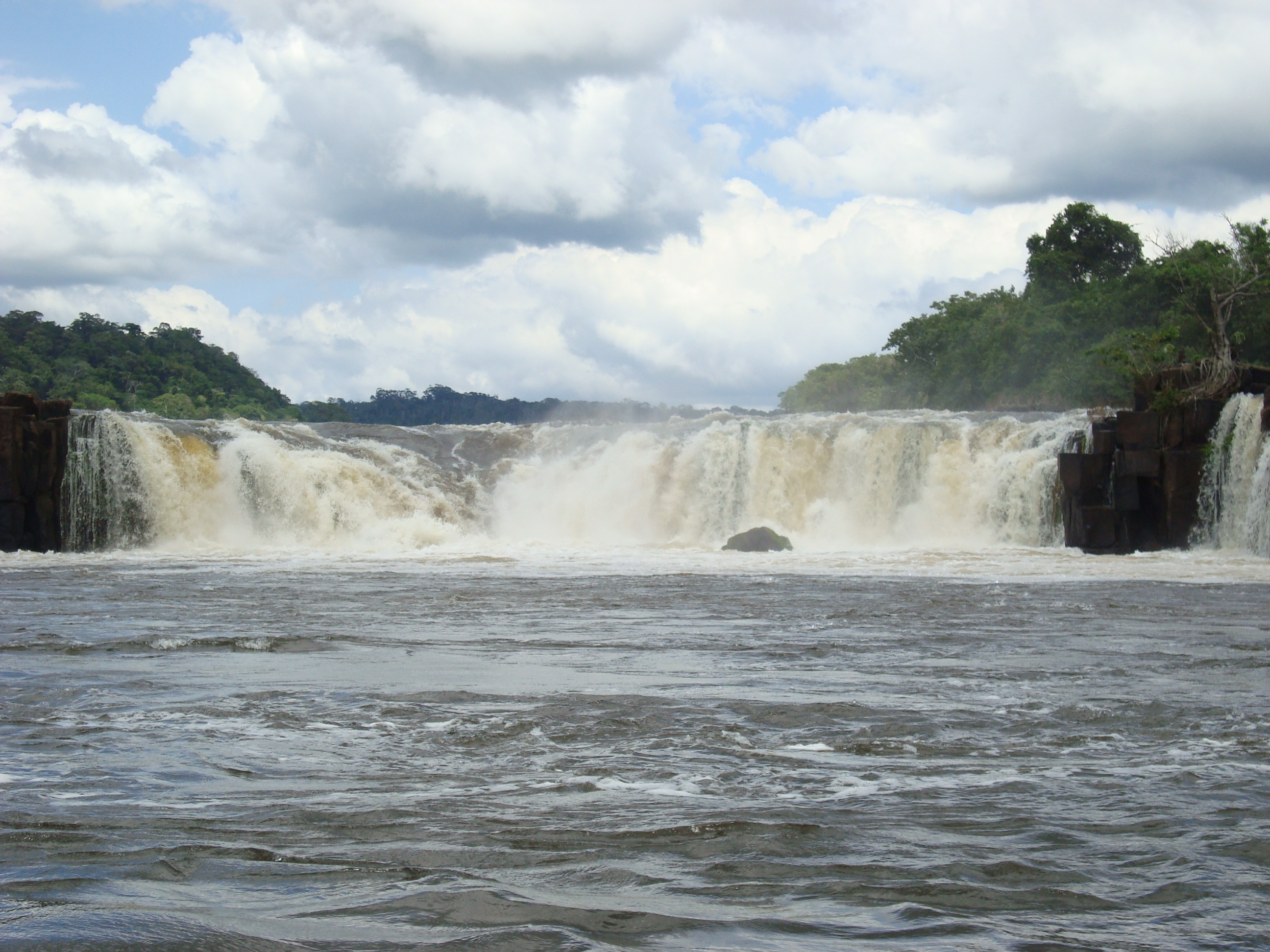
Cascada de Panamá